# Hal B. Wallis
Hal B. Wallis, původním jménem Aaron Blum Wolowicz, (14. září 1898 Chicago – 5. října 1986 Rancho Mirage) byl americký filmový producent židovského původu. Jeho nejslavnějším filmem je romantické drama Casablanca z roku 1942. Je to jediný snímek, za nějž získal Oscara za nejlepší film. Celkem bylo na Oscara v této kategorii nominováno šestnáct jeho filmů (The Adventures of Robin Hood, The Maltese Falcon, Yankee Doodle Dandy ad.) Celkem jeho filmy získaly ve všech kategoriích přes 30 zlatých sošek Akademie. K jeho populárním snímkům patří i romantická komedie Barefoot in the Park, westerny Gunfight at the O.K. Corral a True Grit, nebo některé komedie s Elvisem Presleym (Easy Come, Easy Go; Girls! Girls! Girls!). Je považován za "objevitele" herců Burta Lancastera a Kirka Douglase.

## Filmografie
- Little Caesar (1931)
- Central Airport (1933)
- The Petrified Forest (1936)
- Kid Galahad (1937)
- West of Shanghai (1937)
- The Invisible Menace (1938)
- The Adventures of Robin Hood (1938)
- Comet Over Broadway (1938)
- Dark Victory (1939)
- The Private Lives of Elizabeth and Essex (1939)
- All This, and Heaven Too (1940)
- Castle on the Hudson (1940)
- Santa Fe Trail (1940)
- Sergeant York (1941)
- The Maltese Falcon (1941)
- They Died with Their Boots On (1941)
- Casablanca (1942)
- Now, Voyager (1942)
- Yankee Doodle Dandy (1942)
- This Is the Army (1943)
- Love Letters (1945)
- You Came Along (1945)
- The Strange Love of Martha Ivers (1946)
- Desert Fury (1947)
- So Evil My Love (1948)
- The Fountainhead (1949)
- Dark City (1950)
- The Furies (1950)
- The Rainmaker (1956)
- Gunfight at the O.K. Corral (1957)
- Loving You (1957)
- King Creole (1958)
- Career (1959)
- G.I. Blues (1960)
- Blue Hawaii (1961)
- Girls! Girls! Girls! (1962)
- Fun in Acapulco (1963)
- Summer and Smoke (1961)
- Wives and Lovers (1963)
- Becket (1964)
- Roustabout (1964)
- The Sons of Katie Elder (1965)
- Paradise, Hawaiian Style (1966)
- Barefoot in the Park (1967)
- Easy Come, Easy Go (1967)
- True Grit (1969)
- Anne of the Thousand Days (1969)
- Mary, Queen of Scots (1971)
- Rooster Cogburn (1975)